# Солчур
Солчур(тув.: Солчур) — населений пункт у Республіці Тива, Росія, в Овюрському кожууні.

## Населення
| 2011 | 2012 | 2013 | 2014 | 2015 |  |
| ---- | ---- | ---- | ---- | ---- |  |
| 934  | 915  | 904  | 898  | 890  |  |